# Крушение в Сен-Мишель-де-Морьен
Крушение в Сен-Мишель-де-Морьен — крупнейшая железнодорожная катастрофа в истории Франции, произошедшая около полуночи с 12 на 13 декабря 1917 года на перегоне Кюло — Модан возле французского городка Сен-Мишель-де-Морьен (фр. Saint-Michel-de-Maurienne), когда паровоз 2-3-0 с воинским эшелоном № 612, в котором ехало около тысячи солдат, из-за слабого тормозного эффекта на крутом уклоне в альпийскую долину Мерьен превысил допустимую скорость, после чего сошёл с рельсов. По разным оценкам в крушении официально погибли около 700 человек (отдельные издания указывают 800 погибших), что делает данное крушение крупнейшим в XX веке, а также крупнейшим в истории, вызванным не природными катаклизмами.

## Предшествующие обстоятельства
Вечером 12 декабря 1917 года военный эшелон № 612 вёз из Италии французских солдат, которые месяцем ранее участвовали в широкомасштабной битве при Капоретто, помогая итальянской армии выстоять против наступления войск Центральных держав и укрепить линию обороны. Пройдя сквозь Мон-Сенисский туннель между Францией и Италией, эшелон прибыл в Модан (фр. Modane) (из-за этого в некоторых российских источниках местом крушения ошибочно указывают Модан), где к нему прицепили ещё 2 вагона. Поезд № 612 должен был доставить солдат в Шамбери, где они собирались встретиться со своими семьями и провести с ними положенные им 15 дней рождественских каникул. Стоянка в Модане составила час, что потребовалось для пропуска других поездов. В связи с этим большинство офицеров пересели на экспресс «Модан — Париж».
Воинский эшелон состоял из 19 вагонов итальянского производства с лёгкими деревянными кузовами и железными ходовыми частями: по багажному вагону в голове и хвосте, 15 вагонов на тележках и 2 дополнительных двухосных, прицепленных в Модане. Вес поезда составлял 526 тонн при длине 350 метров, и в нём официально ехало 982 солдата, хотя фактически их было гораздо больше. Вести такой состав должны были два паровоза, так как от Модана (высота 1040 метров над уровнем моря) к расположенному далее Сен-Мишель-де-Морьену (высота 710 метров над уровнем моря) шёл крутой спуск в 33 ‰. Однако на сей раз вести его предстояло лишь одному паровозу типа 2-3-0, так как второй реквизировали для поезда с боеприпасами. К тому же из всех вагонов воздушными тормозами были оборудованы только первые 3, а на остальных были лишь ручные, поэтому по ним распределили 7 тормозильщиков (позже 2 из них погибнут в крушении), которые по гудкам паровоза вручную приводили тормоза в действие. Адъютант Жирард (фр. Girard), который был машинистом данного поезда, хорошо знал впереди расположенный участок и поначалу отказался вести перегруженный состав. В ответ капитан Файоль (фр. Fayolle) пригрозил ему трибуналом, из-за чего машинист был вынужден согласиться. В 23:15 воинский эшелон № 612 отправился из Модана.

## Крушение
Поначалу всё шло нормально и машинисту на склоне удавалось контролировать скорость. Но после Френе уклон увеличился, и тормозной силы уже оказалось недостаточно. На крутом спуске в долину Морьен эшелон № 612 вышел из-под контроля машиниста и начал стремительно разгоняться. Вскоре стрелка локомотивного скоростемера дошла до максимального значения — 135 км/ч. Ближе к концу спуска скорость начала спадать, но за 1300 метров до Сен-Мишель-де-Морьена сразу после пересечения реки Арк путь изгибался, и в этой кривой максимальная допустимая скорость составляла 40 км/ч. Когда на скорости 102 км/ч состав вошёл в этот поворот, сцепку между тендером и первым вагоном разорвало. Первый вагон сошёл с рельсов, и в него стали врезаться остальные. Деревянные вагоны входили друг в друга, как звенья телескопа, а пламя свечей для освещения вагонов перекинулось на деревянные конструкции и вызвало пожар. Также некоторые солдаты незаконно везли с собой гранаты и оружие, которые теперь подпитывали огонь. Три вагона остановились в узкой выемке, тем самым почти не давая шансов убежать от огня. В общей сложности пожар продолжался около суток.
Когда состав разорвало, машинист настолько был увлечён попытками снизить скорость, что попросту не заметил этого. Ещё дежурный по станции Ла Пра (фр. La Praz), увидев быстро несущийся поезд, связался с дежурным по станции Сен-Мишель-де-Морьен и предупредил об опасности, благодаря чему оттуда был спешно отправлен состав, полный британских солдат, что позволило избежать новой катастрофы. Машинист Жирард сумел остановиться лишь в Сен-Жан-де-Морьен (фр. Saint-Jean-de-Maurienne), где наконец оглянулся и осознал, что произошло. После этого он с несколькими шотландскими солдатами (также возвращавшимися после битвы при Капоретто) и работниками двух станций отправился к месту катастрофы.

## Спасательная операция
Рядом с местом происшествия находились макаронная фабрика Bozon-Verduraz, а также городской военный госпиталь, куда стали привозить раненых.
Непосредственно на месте крушения были опознаны 424 погибших, а 135 тел не удалось идентифицировать. Вдоль железнодорожного полотна и у правого берега реки были найдены 37 погибших солдат, которые выпрыгнули из вагонов во время неконтролируемого спуска состава либо после начала пожара. Ещё более сотни раненых скончались от ран в течение следующих 15 дней. Выжило лишь 183 человека. Таким образом, в катастрофе погибло около 700 человек. Всех их похоронили в общей могиле у городского кладбища.

## Память
Первые дни катастрофа замалчивалась как военная тайна. Лишь 21 декабря, то есть через 4 дня, ежедневная газета Le Figaro коротко сообщила о происшествии. По результатам расследования были арестованы 6 работников компании «Paris-Lyon-Méditerranée» (PLM), но военный суд их оправдал.
Первый памятник погибшим был открыт в июне 1923 года военным министром Андре Мажино на кладбище Сен-Мишель-де-Морьен. В 1961 году останки были перезахоронены на национальном кладбище Дова. 12 декабря 1998 года к 81-й годовщине события был открыт памятник в Ла Сосе (фр. La Saussaz), что расположен неподалёку от места катастрофы.
Катастрофа воинского эшелона № 612 и поныне является крупнейшей железнодорожной катастрофой в истории Франции и Европы, а по официальному числу жертв — крупнейшей в мире в XX веке. Лишь в 2004 году её вдвое превзошла катастрофа поезда «Королева моря» на Шри-Ланке.
О катастрофе написан рассказ французского классика Анри Барбюса «Преступный поезд».